# Broadway Bill
Broadway Bill is een Amerikaanse filmkomedie uit 1934 onder regie van Frank Capra. In Groot-Brittannië werd de film uitgebracht onder de titel Strictly Confidential.

## Verhaal
J.L. Higgins is een belangrijke zakenman. Een van zijn schoonzoons houdt zich liever bezig met paardenrennen. Zijn eigen paard heet Broadway Bill. Een van de dochters van J.L. Higgins is nog altijd niet getrouwd.

## Rolverdeling
| Acteur            | Personage         |
| ----------------- | ----------------- |
| Warner Baxter     | Dan Brooks        |
| Myrna Loy         | Alice Higgins     |
| Walter Connolly   | J.L. Higgins      |
| Helen Vinson      | Margaret          |
| Douglas Dumbrille | Eddie Morgan      |
| Raymond Walburn   | Kolonel Pettigrew |
| Lynne Overman     | Happy McGuire     |
| Clarence Muse     | Whitey            |
| Margaret Hamilton | Edna              |
| Frankie Darro     | Ted Williams      |
| George Cooper     | Joe               |
| George Meeker     | Henry Early       |
| Jason Robards sr. | Arthur Winslow    |
| Ed Tucker         | Jimmy Baker       |